# Reinsdorf (Turyngia)
Reinsdorf – miejscowość i gmina w Niemczech, w kraju związkowym Turyngia, w powiecie Kyffhäuser. Do 31 grudnia 2018 wchodziła w skład wspólnoty administracyjnej Mittelzentrum Artern. Od 1 stycznia 2019 niektóre zadania administracyjne gminy realizowane są przez miasto Artern, które pełni rolę "gminy realizującej" (niem. "erfüllende Gemeinde").